# Plan Estatal de Investigación Científica y Técnica y de Innovación
El Plan Estatal de Investigación Científica y Técnica y de Innovación es el programa, de vigencia cuatrienal, que dirige y coordina a medio plazo las políticas prioritarias de ciencia, tecnología e investigación y desarrollo en España, según determina la Ley 14/2011 de la Ciencia, la Tecnología y la Innovación[1] y anteriormente, la Ley de Investigación Científica y Tecnológica de 1986. Haste el año 2011 recibía el nombre de Plan Nacional de Investigación Científica, Desarrollo e Innovación Tecnológica, también llamado Plan Nacional de I+D+i. Es elaborado por la Comisión Interministerial de Ciencia y Tecnología.

## Desarrollo del Plan
Hasta 2020 se han publicado ocho ediciones del Plan Nacional de I+D+i, que cubren desde el periodo 1988-1991 hasta el 2007-2020, en vigor.
Cada año se aprueba un Programa de Trabajo del Plan Nacional de I+D+i que sirve como herramienta de programación a corto plazo, y que es gestionado por los ministerios de Ciencia e Innovación; de Industria, Turismo y Comercio; de Educación y de Medio Ambiente, Rural y Marino.

## Periodos

### Periodo 1988-1991
El Plan Nacional de I+D 1988-1991 fue el primer plan nacional de investigación y desarrollo, aprobado en febrero de 1988. Entre otros muchos cambios supuso el nacimiento de RedIRIS.

### Periodo 2004-2007
Objetivos:
El Plan Nacional de I+D+I, supervisado por la Secretaría de Estado de I+D+i (SEIDI), mantiene, como objetivos últimos, tres principios generales, entendidos como grandes directrices que orientan la política científica y tecnológica española:
- Estar al servicio del ciudadano y de la mejora del bienestar social.

- Contribuir a la generación de conocimiento.

- Contribuir a la mejora de la competitividad empresarial.

El Plan Nacional formula los siguientes objetivos estratégicos:
a) Relacionados con el Sistema español de ciencia-tecnología-empresa (CTE):
- Incrementar el nivel de la ciencia y la tecnología españolas, tanto en tamaño como en calidad.

- Aumentar el número y la calidad de los recursos humanos, tanto en el sector público como en el privado.

- Fortalecer la dimensión internacional de la ciencia y la tecnología españolas, con especial referencia al Espacio Europeo de Investigación e Innovación (ERA).

- Potenciar el papel del sistema público en la generación de conocimiento de carácter fundamental.

- Mejorar la percepción y comunicación de los avances de la ciencia y la tecnología en la sociedad española.

b) Relacionados con la coordinación del sistema español de ciencia-tecnología-empresa:
- Reforzar la cooperación entre la Administración General del Estado y las CCAA y, en particular, mejorar la coordinación entre el Plan Nacional I+D+I y los planes de I+D+I de las CCAA.

- Mejorar la coordinación entre los órganos de gestión del Plan Nacional I+D+I, así como perfeccionar los procedimientos de evaluación y gestión del Plan Nacional I+D+I.

- Impulsar la cooperación y coordinación entre las instituciones del sector público de I+D.

c) Relacionados con la competitividad empresarial:
- Elevar la capacidad tecnológica e innovadora de las empresas.

- Promover la creación de tejido empresarial innovador.

- Contribuir a la creación de un entorno favorable a la inversión en I+D+I.

- Mejorar la interacción, colaboración y asociación entre el sector público de I+D y el sector empresarial.

### Periodo 2008-2011
El VI Plan Nacional de I+D+i, corresponde a los años 2008-2011 y fue aprobado en septiembre de 2007. Fue prorrogado el 7 de octubre de 2011 hasta el momento en que se aprobó el siguiente Plan Estatal de Investigación Científica y Técnica en 2013.

#### Objetivos del plan
El Plan Nacional de I+D+i pretende cubrir tres objetivos básicos recogidos en la Estrategia Nacional de Ciencia y Tecnología (ENCYT):
- Que la investigación científica y la innovación tecnológica estén al servicio de la ciudadanía, del bienestar social y de un desarrollo sostenible.
- Que la I+D+i se convierta en un factor que mejore la competitividad empresarial.
- Que permita la generación de nuevos conocimientos.

### Periodo 2017-2020
El Plan Estatal de Investigación Científica y Técnica y de Innovación 2017-2020 buscar el desarrollo y consecución de los objetivos de la Estrategia Española de Ciencia y Tecnología y de Innovación 2013-2020 y de la estrategia Europa 2020, e incluye las ayudas estatales destinadas a la I+D+i, que se otorgan preferentemente a través de convocatorias en régimen de concurrencia competitiva.

#### Objetivos del plan
Aborda los siguientes objetivos:
- Favorecer la incorporación y formación de recursos humanos en I+D+i
- fortalecer el liderazgo científico y las capacidades de investigación del sistema de I+D+i
- activar la inversión privada en I+D+i y la capacitación tecnológica del tejido productivo
- impulsar el potencial e impacto de la investigación y la innovación en beneficio de los retos de la sociedad
- promover un modelo de I+D+i abierto y responsable apoyado en la participación de la sociedad
- coordinación, sinergias e implementación eficiente de políticas de I+D+i y financiación a nivel regional, estatal y europeo

## Estructura del Plan
El Plan Nacional de Investigación Científica, Desarrollo e Innovación Tecnológica se estructura en una serie de líneas instrumentales que se desarrollan mediante Programas nacionales, que representan las grandes actuaciones del Plan.
| Líneas instrumentales de actuación | Programas nacionales | Acciones estratégicas |
| --- | --- | --- |
| * Recursos Humanos * Proyectos de I+D+I * Fortalecimiento Institucional * Infraestructuras Científicas y Tecnológicas * Utilización del Conocimiento y Transferencia Tecnológica * Articulación e Internacionalización del Sistema | * Formación de recursos humanos * Movilidad de recursos humanos * Contratación e incorporación de recursos humanos * Proyectos de investigación fundamental * Proyectos de investigación aplicada * Proyectos de desarrollo experimental * Proyectos de innovación * Infraestructuras científico-tecnológicas * Transferencia tecnológica, valorización y promoción de empresas de base tecnológica * Redes * Cooperación público-privada * Internacionalización de la I+D | * de Salud * de Biotecnología * de Energía y Cambio Climático * de Telecomunicaciones y Sociedad de la Información * de Nanociencia y Nanotecnología, Nuevos Materiales y Nuevos Procesos Industriales |